# حلیم الضبع
حلیم عبدالمسیح الضبع (عربی: حليم عبد المسيح الضبع؛ Ḥalīm ʻAbd al-Masīḥ al-Ḍabʻ؛ زادهٔ ۴ مارس ۱۹۲۱ - درگذشته ۲ سپتامبر ۲۰۱۷) یک آهنگساز، نوازنده، موسیقی‌شناسِ قومی و مدرس موسیقی اهل مصر و ایالات متحده آمریکا بود.

## زندگی‌نامه
حلیم الضبع به یکی از خانواده‌های بزرگ و ثروتمند ارتدکس قبطی تعلق دارد که پیش‌تر، از ناحیهٔ ابو تیج واقع در استان اسیوط در مصر علیا مهاجرت بودند و در سال ۱۹۳۲ میلادی در مصر الجدیده ساکن شدند. معنای لغوی نام‌خانوادگی وی، «کفتار» است که چندان در کشور مصر رایج نیست. پدر او کشاورز بود و حلیم نیز در سال در رشتهٔ مهندسی کشاورزی تحصیل کرد و در سال ۱۹۴۵ مدرک لیسانس خود را از دانشگاه قاهره دریافت داشت. در همان هنگام، او به فراگیری موسیقی و همچنین نوازندگی و آهنگسازی پرداخت و با آنکه شغل اصلی‌اش، «مشاور کشاورزی» بود، اما در اواسط دههٔ ۴۰ میلادی به‌سبب سبک خاصِ نوازندگی‌اش با پیانو و همچنین آهنگ‌های مبتکرانه‌اش، در مصر شهرت یافت.
حلیم در دههٔ ۵۰ میلادی از طریق برنامه فولبرایت به آمریکا آمد و زیر نظر استادانی چون «جان دانلد راب» و «ارنست کرنک» (دانشگاه نیومکزیکو)، «فرانسیس جود کوک» (کنسرواتوار موسیقی نیو انگلند در بوستون)، «آرون کوپلند»، «اروینگ فاین» و «لوئیجی دالاپیکولا» (مرکز موسیقی برک‌شِر) و «اروینگ فاین» (دانشگاه برندایس) به فراگیری موسیقی و تکمیل معلوماتش در این زمینه پرداخت.
وی یکی از پیشگامان موسیقی الکترونیک است و در سال ۱۹۴۴ میلادی، یکی از نخستین نمونه‌های «موسیقی نواری» یا «موسیقی کانکریت» را ارائه کرد.
از اواخر دههٔ ۵۰ تا اوایل دههٔ ۶۰ میلادی، او در مرکز موسیقی رایانه‌ای به ساخت و ارائهٔ آثاری تأثیرگذار پرداخت. وی یکی از برندگان کمک‌هزینه گوگنهایم بود.